# Dytiscus hastatus
Dytiscus hastatus is een keversoort uit de familie waterroofkevers (Dytiscidae). De wetenschappelijke naam van de soort is voor het eerst geldig gepubliceerd in 1779 door Herbst.